# Pseudosauris miranda
Pseudosauris miranda là một loài bướm đêm trong họ Geometridae.